# Hiʻiaka (satèl·lit)
Hiʻiaka, també conegut com a Haumea I (designació provisional S/2005 (2003 EL61) 1), és el satèl·lit més gros i exterior del planeta nan Haumea.

## Descoberta i anomenament
Hiʻiaka va ser el primer satèl·lit natural descobert al voltant d'Haumea. S'anomenà en honor d'una de les filles d'Haumea, Hiʻiaka, la deessa patrona de l'Illa de Hawaii. La seva òrbita es completa en 49,12 ± 0,03 dies a una distància de 49.880 ± 198 km, amb una excentricitat de 0,0513 ± 0,0078 i una inclinació de 126,356 ± 0,064°.

## Lluminositat i mida
La seva brillantor mesurada és de 5,9 ± 0,5%, traduint-se en un diàmetre del 22% del seu primari, en un rang de 350 km si s'assumeix una albedo similar.

## Massa
La massa de Hiʻiaka s'estima que és d'1,79 ± 0,11×1019 kg, obtinguda a partir d'astrometria precisa del telescopi Hubble i del telescopi Keck (fent ús del problema dels tres cossos).